# Битисвил (Кентаки)
Битисвил (енгл. Beattyville) град је у америчкој савезној држави Кентаки.

## Демографија
По попису из 2010. године број становника је 1.307, што је 114 (9,6%) становника више него 2000. године.
| Група             | 2000.         | 2010.         |
| Белци             | 1.179 (98,8%) | 1.260 (96,4%) |
| Афроамериканци    | 5 (0,4%)      | 13 (1,0%)     |
| Азијати           | 5 (0,4%)      | 1 (0,1%)      |
| Хиспаноамериканци | 3 (0,3%)      | 20 (1,5%)     |
| Укупно            | 1.193         | 1.307         |